# Pierre-Étienne Lemaire
Pierre-Étienne Lemaire (* 25. Januar 1991 in Tours) ist ein französischer Fußballspieler.

## Karriere
Lemaire spielte in seiner Jugend in seiner Heimatstadt beim FC Tours. Von dort aus wechselte er zum im Jahre 1995 zu SCO Angers, wo er zunächst für die Reservemannschaft spielte, bis er 2011 in die zweitklassige Profimannschaft aufrückte. Es dauerte allerdings bis zum 16. März 2012, bis er bei einem 2:2 gegen den CS Sedan sein Profidebüt gab, wobei er über die vollen 90 Minuten eingesetzt wurde. In der ersten Saison lief er noch drei weitere Male für das Team auf. Auch in seiner zweiten Spielzeit konnte er seine Einsatzzahlen nicht wesentlich steigern. Im Sommer 2013 verließ er gemeinsam mit Mannschaftskamerad Yannis Dogo Angers und ging zum Drittligisten Le Poiré-sur-Vie VF.